# Fritz Alt
Fritz Alt (Lich, Alemanha, 17 de setembro de 1902 — Joinville, Brasil, 15 de março de 1968) foi um artista plástico nascido na Alemanha e radicado no Brasil, tendo passado a maior parte de sua vida na cidade de Joinville, Santa Catarina.
Fez inúmeras esculturas em obras públicas em Joinville e outras cidades da região. Sua obra de maior destaque é o Monumento ao Imigrante, inaugurado em 1951, em comemoração ao centenário da cidade. O monumento fica na Praça da Bandeira, no centro de Joinville.
A casa onde morou, construída na década de 1940, é hoje detida pelo município, funcionando lá o Museu Casa Fritz Alt, onde estão expostas diversas obras do artista.
Morreu de um ataque cardíaco, andando de bicicleta, quase em frente ao Monumento ao Imigrante.